# Japón en los Juegos Olímpicos de Lake Placid 1980
Japón estuvo representado en los Juegos Olímpicos de Lake Placid 1980 por un total de 50 deportistas que compitieron en 10 deportes.  
El portador de la bandera en la ceremonia de apertura fue el jugador de hockey sobre hielo Osamu Wakabayashi.

## Medallistas
El equipo olímpico japonés obtuvo las siguientes medallas:
| Nombre        | Deporte         | Competición        |
| ------------- | --------------- | ------------------ |
| Oro           |                 |                    |
| —             |                 |                    |
| Plata         |                 |                    |
| Hirokazu Yagi | Saltos en esquí | Trampolín normal M |
| Bronce        |                 |                    |
| —             |                 |                    |